# دوازده (مجموعه تلویزیونی)
دوازده (انگلیسی: Twelve؛‏ کره‌ای: 트웰브) یک مجموعه تلویزیونی محصول کره جنوبی در ژانر فانتزی اکشن ابرقهرمانی به کارگردانی کانگ ده گیو و با بازی ما دونگ سوک، پارک هیونگ شیک، سو این گوک، سونگ دونگ ایل، لی جو بین، کو کیو پیل، کانگ می نا، سونگ یو بین، آن جی هه و رجینا لی است. این مجموعه حول محور ۱۲ فرشته و مبارزهٔ آنها برای محافظت از شبه‌جزیره کره در برابر ارواح شیطانی می‌چرخد. این مجموعه در سال ۲۰۲۵ در یوپلاس موبایل تی‌وی پخش خواهد شد.

## بازیگران
- ما دونگ سوک در نقش ته سان[۱]
- پارک هیونگ شیک در نقش او گی[۱]
- سو این گوک در نقش وون سونگ[۱]
- سونگ دونگ ایل در نقش ما روک[۱]
- لی جو بین در نقش میر[۱]
- کو کیو پیل در نقش دون یی[۱]
- کانگ می نا در نقش کانگ جی[۱]
- سونگ یو بین در نقش جی دول[۱]
- آن جی هه در نقش مال سوک[۱][۱]
- رجینا لی در نقش بانگ وول[۱]

## تولید

### انتخاب بازیگران
در سال ۲۰۲۳، گزارش شد که ما دونگ سوک پیشنهاد بازی در این مجموعه را دریافت کرده و به صورت مثبت در حال بررسی است.
در سال ۲۰۲۴, جی چانگ ووک، سو این گوک، لی جو بین، کانگ می نا، سونگ دونگ ایل و کو کیو پیل پیشنهاد بازی در این مجموعه را دریافت کردند.
حضور ما دونگ سوک، سونگ دونگ ایل، سو این گوک، کو کیو پیل، لی جو بین به همراه پارک هیونگ شیک، آن جی هه، کانگ می نا، سونگ یو بین و رجینا لی در اکتبر تأیید شد.

### فیلم‌برداری
تصویربرداری اصلی در اواخر اکتبر ۲۰۲۴ آغاز شد.

## انتشار
دوازده در سال ۲۰۲۵ در یوپلاس موبایل تی‌وی پخش خواهد شد.